# Jessica Heims
Jessica Heims (Cedar Rapids, 11 dicembre 1998) è un'atleta paralimpica statunitense specializzata nel lancio del disco e nei 400 metri piani e classificata T64-F64.

## Biografia
Affetta da sindrome da banda amniotica che ha portato alla compromissione alla gamba destro, all'età di un anno ha subito l'amputazione dell'arto sotto il ginocchio. Inizia a praticare l'atletica leggera all'età di dieci anni.
Nel 2015 prende parte ai campionati mondiali paralimpici di Doha classificandosi quinta nei 400 metri T44 e nel lancio del disco F44, mentre nel 2018 si classifica settima e ottava rispettivamente nei 400 metri piani T44 e nel lancio del disco F44 ai Giochi paralimpici di Rio de Janeiro.
Nel 2019 viene aggiornata la sua classificazione, passando da 44 a 64, in quanto sceglie di gareggiare utilizzando una protesi. Quello stesso anno conquista la medaglia d'oro nel lancio del disco F64 ai Giochi parapanamericani di Lima con la misura di 34,40 m, nuovo record mondiale paralimpico.
Ai Giochi paralimpici di Tokyo del 2021 si classifica quinta nel lancio del disco F64.

## Record nazionali
- lancio del disco F64: 34,40 m  ( Lima, 28 agosto 2019)

## Palmarès
| Anno | Manifestazione          | Sede           | Evento               | Risultato | Prestazione | Note |
| ---- | ----------------------- | -------------- | -------------------- | --------- | ----------- | ---- |
| 2015 | Mondiali paralimpici    | Doha           | 400 m piani T44      | 5ª        | 1'12"48     |      |
| 2015 | Mondiali paralimpici    | Doha           | Lancio del disco F44 | 5ª        | 25,26 m     |      |
| 2016 | Giochi paralimpici      | Rio de Janeiro | 400 m piani T44      | 7ª        | 1'09"17     |      |
| 2016 | Giochi paralimpici      | Rio de Janeiro | Lancio del disco F44 | 8ª        | 25,98 m     |      |
| 2019 | Giochi parapanamericani | Lima           | Lancio del disco F64 | Oro       | 34,40 m     |      |
| 2021 | Giochi paralimpici      | Tokyo          | Lancio del disco F64 | 5ª        | 34,89 m     |      |